# 中国驻萨尔瓦多大使馆
中华人民共和国驻萨尔瓦多共和国大使馆（西班牙語：Embajada de la República Popular China en la República de El Salvador），简称中国驻萨尔瓦多大使馆，是中华人民共和国驻萨尔瓦多的外交代表机构。